# وانگ لیپینگ (دونده)
وانگ لیپینگ (چینی: 王丽萍؛ زادهٔ ۸ ژوئیهٔ ۱۹۷۶) دونده پیاده‌روی سرعت اهل چین است.